# خرمدره

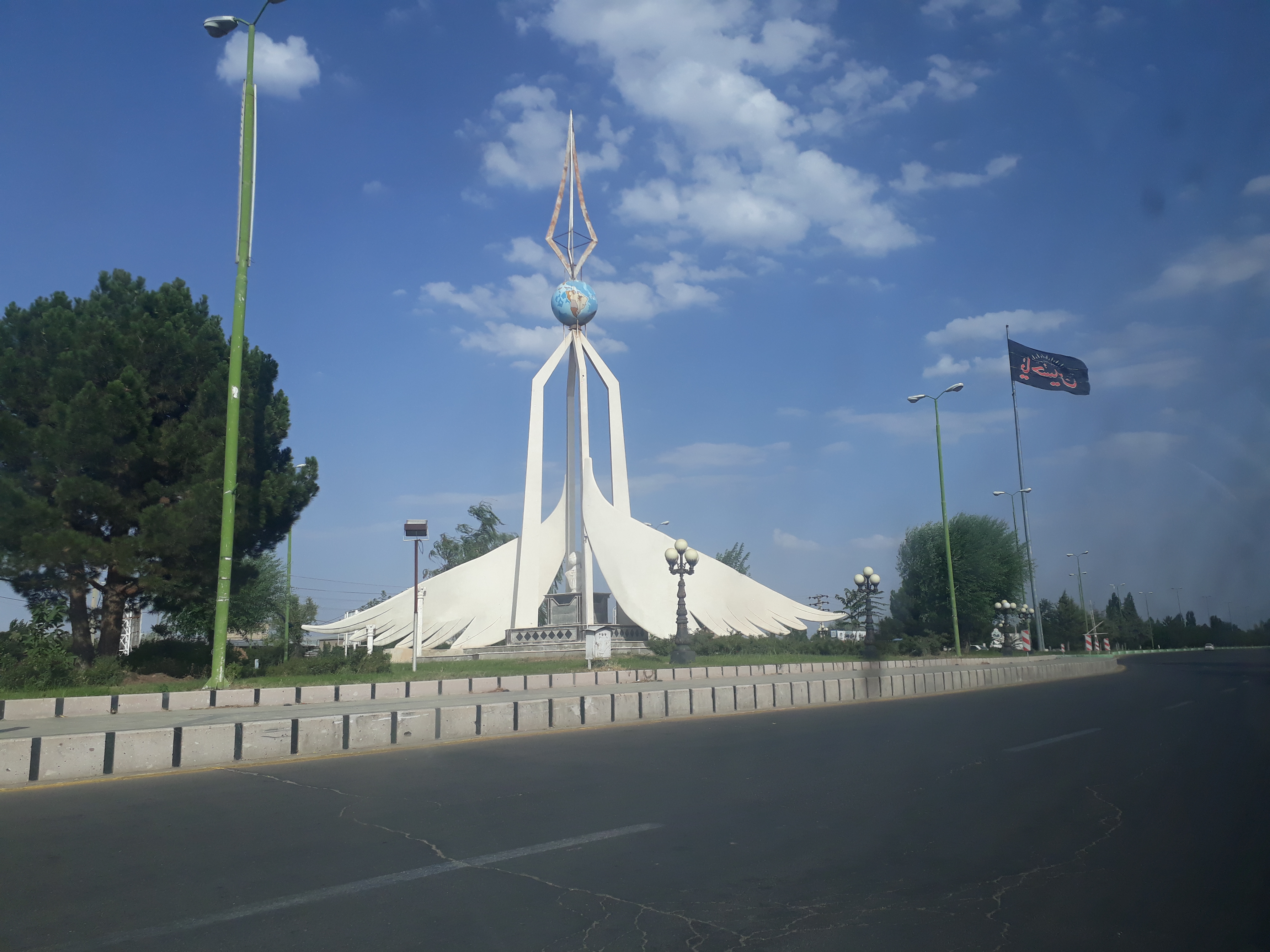
میدان معلم خرم دره

خُرَّم دَرّه سومین شهر بزرگ استان زنجان و مرکز شهرستان خرمدره می‌باشد.
این شهر با وسعتی برابر ۱۰ کیلومتر مربع در ۵ کیلومتری شهر ابهر و ۸۰ کیلومتری جنوب شرق زنجان واقع شده است و به علت قرار داشتن در کناره جاده بین‌المللی تهران – بازرگان از نظر شاخص‌های اقتصادی، اجتماعی و فرهنگی در بهترین و مطلوب‌ترین جایگاه استان قرار دارد. جمعیت این شهر طبق آمار سال ۱۳۹۵، ۶۸۱۲۱ نفر بوده است.
ارتفاع شهر خرمدره از سطح دریا حدود ۱۵۷۰ متر است.

## جمعیت
خرمدره طی سرشماری سال ۱۳۹۵، ۶۸٬۱۲۱ نفر جمعیت دارد و به این لحاظ سومین شهر پرجمعیت در استان زنجان می‌باشد.
| سال                    | جمعیت | حکومت         |
| ---------------------- | ----- | ------------- |
| ۱۳۵۵                   | ۳۰۰۲۳ | پهلوی دوم     |
| ۱۳۶۸                   | ۳۶۶۷۸ | جمهوری اسلامی |
| ۱۳۸۰                   | ۵۶۲۳۴ | جمهوری اسلامی |
| ۱۳۹۵                   | ۶۸۱۲۱ | جمهوری اسلامی |
| منابع:درگاه آمار ایران |       |               |

## موقعیت
شهر خرمدره سومین شهر پرجمعیت استان زنجان بعد از شهرهای زنجان و ابهر است و در ۸۰ کیلومتری مرکز استان واقع شده است. خرمدره در ۴۹ درجه و ۲۵ دقیقه تا ۴۸ درجه و ۵۵ دقیقهٔ طول شرقی نصف‌النهار مبدأ و ۳۶ درجه و ۲۵ دقیقه تا ۳۶ درجه و ۱۰ دقیقهٔ شمالی خط استوا قرار دارد. شهرستان خرمدره که احاطه کننده شهر است، از شمال با شهرستان قزوین (استان قزوین)، از شرق و جنوب با شهرستان ابهر و از غرب با شهرستان خدابنده همسایه و هم‌مرز است. این شهر به دلیل قرار گرفتن بر سر آزادراه زنجان قزوین و جاده ترانزیت بین‌المللی تهران-بازرگان از جایگاه راهبردی مطلوبی برخوردار است. وجود کارخانه‌هایی همچون شرکت صنعتی مینو،شرکت کشت و صنعت و شهرک صنعتی، کشاورزی پر رونق، باغ‌های سرسبز و پر محصول، طبیعت زیبا و بکر، و آب و هوای مناسب، از دلایل پیشرفت و توسعه شهر و شهرستان است. خرمدره با داشتن آب و هوای مناسب و قرار گرفتن در مسیر جاده ترانزیت و نزدیکی به مرکز استان (حدود۸۰ کیلومتر) و همجواری با شهرهای ابهر، هیدج و خدابنده و دارا بودن امکانات حمل و نقل چون آزادراه، جاده ترانزیت، خط راه‌آهن و همچنین وجود ایستگاه راه‌آهن خرمدره دارای موقعیت مناسبی در استان است.

## گردشگری
از جمله جاذبه‌های گردشگری خرمدره می‌توان به حمام تاریخی یان یان، تپه باستانی خالصه، سد تفریحی خلیفه لو، ارتفاعات زیبای انجلین، الوند، سد خاکی شویر و همچنین به کوچه باغ‌های سرسبز و زیبای داسداران(انتهای خیابان طالقانی)، محمودآباد و خرمنلو (انتهای خیابان۱۷شهریور) وجاده توریستی سوکهریز اشاره کرد که سالانه به خصوص در ایام تابستان که اغلب نقاط کشور در گرمای شدید هستند، به علت سرسبزی و وجود باغات زیاد و خنک بودن و اعتدال دمای هوا توریست‌ها و گردشگران زیادی را به خود جذب می‌کند و به همین سبب به نگین سرسبز استان زنجان مشهور است . لقب نگین سر سبز استان زنجان را محمد خاتمی ، رئیس جمهور وقت ایران به خرم دره به هنگام سفر خود به این شهر زیبا داد . 

## مشاهیر
صدرالدین شجره - بازیگر

## قدمت تاریخی
تپه باستانی خالصه با قدمتی که به ۶۰۰۰ سال قبل از میلاد ( ۸۰۰۰سال پیش ) و دوره نوسنگی برمی‌گردد به عنوان مهم‌ترین منبع برای مطالعه دربارهٔ تاریخچه فلات مرکزی و شمال غربی ایران محسوب می‌شود. کشف دانه‌های گیاهی مانند نخود لپه‌ای و لوبیا در تپه خالصه به خوبی نشان می‌دهد که مردم آن زمان به شغل کشاورزی مشغول بوده‌اند. وجود کوره‌های سفالگری هم خودکفایی آن‌ها را به تصویر می‌کشد. موضوع دیگری که در این کاوش‌ها مشخص شده این است که مردم آن زمان برای تدفین مرده‌های خود از روش خمره‌ای استفاده می‌کردند؛ یعنی مرده‌های خود را درون خمره قرار می‌دادند. وجود ۲ اسکلت ۸۰۰۰ ساله که به صورت خمره‌ای دفن شده‌اند، این موضوع را به خوبی اثبات می‌کند .
| شهر مقصد | فاصله(KM) |
| -------- | --------- |
| تبریز    | ۳۶۸       |
| زنجان    | ۸۰        |
| قزوین    | ۹۰        |
| تهران    | ۲۳۵       |
| کرج      | ۲۰۰       |
| مشهد     | ۱۱۵۰      |
| رشت      | ۱۸۰       |

## آموزش عالی
- دانشگاه پیام نور واحد خرم دره
- دانشگاه علمی کاربردی واحد مینو خرم دره
- مؤسسه آموزش عالی کار خرم دره
- دانشکده فنی و حرفه ای چمران ابهر

## صنایع فعال در شهر
مجتمع کشت و صنعت و دامپروری و مرغداری دشت خرمدره در محدوده‌ای به وسعت حدود ۱۱۲۵ هکتار در شهرستان خرمدره قرار دارد. این شرکت در چهار زمینه «دامپروری»، «زراعت»، ـ «باغبانی» و «مرغداری» فعالیت می‌کند. واحد دامپروری دارای ۷۵۰۰ رأس دام و تولید روزانه ۱۲۵ تن شیر می‌باشد. سطح باغات ۳۰۰ هکتار و سطح اراضی تحت کشت ۶۰۰ هکتار می‌باشد که سالیانه ۳ هزار تن انواع میوه و ۱۵ هزار تن انواع محصولات زراعی تولید می‌کند.